# Hans Rudolf von Greiffenberg
Hans Rudolf (Linsmayr) von Greiffenberg auf Seisenegg (* 1607; † 1677) war der Onkel, Vormund und später Ehemann der Dichterin Catharina Regina von Greiffenberg.
Hans Rudolf von Greiffenberg übernahm nach dem Tod seines 30 Jahre älteren Halbbruders  Johann Gottfriedt (Linsmayr) von Greiffenberg die Vormundschaft für dessen Tochter Catharina Regina, für deren Erziehung er sorgte und deren künstlerische Neigungen er förderte. Später drängte er auf eine Heirat, in die Catharina schließlich einwilligte. Die Ehe wurde mit Dispens Christian Ernsts von Brandenburg-Bayreuth 1664 auf preußischem Reichsterritorium geschlossen, jedoch im katholischen habsburgischen Reich angefochten. Sie löste einen Gesellschaftsskandal aus, der selbst den Kaiserhof und den Reichstag beschäftigte. Greiffenberg musste sich in Wien „wegen Konkubinats mit seines verstorbenen Herrn Bruders Tochter“ verantworten. Nach Intervention des Kurfürsten von Sachsen kam er nach achtmonatiger Haft frei und wurde rehabilitiert. Wirtschaftlich ruiniert lebte das Paar ab 1673 als Pächter auf Schloss Seisenegg.

## Weblink
- Zuschrift von Greiffenbergs zu Geistliche Sonnette, Lieder und Gedichte